# 바다나리
바다나리(Sea lilly 또는 feather star)는 바다나리강(학명: Crinoidea)에 속하는 극피동물의 통칭이다. 강의 학명은 백합꽃을 뜻하는 그리스어 단어 "krinon"과 형태를 뜻하는 "eidos"에서 따왔다. 극피동물 중 가장 원시적인 것으로서 얕은 연안에서도 발견되지만, 9,000m 깊이의 심해에서도 존재한다는 사실이 확인되었다. 다섯 개의 굴곡성이 있는 팔이 종지(술잔) 모양의 몸에서 방사상으로 나와 있으며, 또한 자루가 나와 바닥의 물체에 붙거나 감겨 있다. 전 세계에 약 620종 가량이 알려져 있으며, 바다나리·바다술·갯고사리 등이 여기에 해당한다.
어떤 것은 몸이 꽃모양이며 자루를 가지고 해저의 모래진흙에 부착하여 산다. 화석으로 산출되는 바다나리는 대부분 줄기를 가지고, 뿌리를 내려 고착형으로 살았지만, 현생 바다나리류의 대부분은 몇 개월 동안 자루를 가지나 변태하여 성체는 자유유영을 하며, 바닥에 기어다니기도 한다. 입과 항문이 위쪽에 있다. 5개의 완은 여러 번 분지하여 많은 우지(pinnule)을 가지며 깃털모양이다. 보대구는 열려 있으며 섬모가 있어서 먹이를 입까지 운반한다. 천공판과 가시, 차극이 없다. 대부분의 바다나리류는 심해산이지만 깃별나리류는 얕은 바다에 살며 특히 서인도~카리브해에 흔하다. 현생종은 대개 길이가 15~30cm이고, 화석종 중에는 자루의 길이가 25cm인 것도 있다

## 어원
crinoid는 이름은 고대 그리스어로 "백합"이라는 뜻의 크리논(Krínon)에서 유래했으며, "~와 닮다"라는 뜻의 접미사 –oid가 붙었습니다. 성체 형태로 줄기에 의해 해저에 부착된 바다나리는 일반적으로 바다 백합이라고 불리는 반면, 부착되어있지 않은 형태는 깃별나리는 혼수류로 불리며 가장 바다나리 목인 코마툴리다 목에 속합니다.

## 형태학
바다나리의 기본적인 몸 형태는 줄기(성체 깃별나리에는 존재하지 않음)와 관부라고 알려진 컵과같은 중앙몸체와 다섯개의 팔 세트로 아루어진 왕관(crown)입니다. 입과 항문은 둘 다 꼬리의 위쪽에 위치하고 있으며, 입이 아래쪽에 있는 성게, 불가사리, 거미불가사리과 같은 다른 극피동물 그룹과는 달리 등쪽(위쪽) 표면에 입이 있습니다. 수많은 석회질의 판들은 연조직의 작은 비율로 바다나리의 대부분을 구성합니다. 바다나리의 골편들은 화석화가 잘 되어 있습니다. 영국 clitheroe 주변의 석탄기 하층부의 석회암 층이 있는데, 그 층은 거의 전적으로 바다나리 화석의 다양한 동물군으로 형성되어 있습니다.
바다나리의 줄기는 인대 조직에 의해 연결된 구멍이 많은 골재 기둥으로 구성되어 있습니다. 그것은 평평한 흡착기관 또는 촉모라고 알려진 나선형의 관절을 통해 기질에 부착됩니다. 더 긴 촉모는 높은 줄기에서 발견 될 수 있습니다. 단단한 표면에 붙어 있는 바다나리의 경우, 촉모는 튼튼하고 새의 발모양처럼 구부러질 수 있지만, 바다나리가 부드러운 땅 위에서 살 때, 촉모는 가늘고 막대처럼 될 수 있습니다. 깃별나리류들은 줄기를 가지고 있지만, 많은 종들이 왕관의 밑부분에 몇 개의 촉모를 가지고 있기 때문에, 이것은 나중에 없어집니다. 대부분의 살아있는 바다나리들은 자유롭게 수영을 하며 오직 줄기의 흔적만을 가지고 있습니다. 아직 줄기가 남아 있는 심해 생물 종들은 길이가 1m(보통 훨씬 작지만)에 이를 수 있으며, 화석으로 발견된 가장 큰 종으로는 줄기 길이가 20m, 총 길이 40m에 이른다.
갯나리의 관부는 5개의 부분으로 구성된 대칭을 가지며 다른 극피동물의 몸 또는 체반과 상동적입니다. 관부의 밑면은 골판과 컵 모양의 기관의 세트로 형성된 반면, 윗면은 약하게 석회화된 외피, 막질의 체반으로 형성되었습니다. 외피는 관족이 돌출된 깊은 홈을 포함하여 5개의 "관족대의 부위"와 그 사이의 5개의 "내부보대의 부위"으로 나뉩니다. 갯나리의 입은 정강이의 중앙 근처나 가장자리에 있으며, 팔의 밑부분에서 입으로 통하는 보대구가 있습니다. 항문 또한 줄기에 위치하며, 종종 내부보대의 부위 안의 작은 고깔 위에 위치합니다. 갯나리의 관부는 상대적으로 작고 갯나리의 소화 기관을 포함하고 있습니다.
팔은 줄기에 있는 것과 유사한 일련의 관절골에 의해 지지됩니다. 원시적으로, 바다나리는 5개의 팔만 가지고 있었지만, 대부분의 현대 형태에서 이것들은 2개의 소골편으로 나뉘어져 총 10개의 팔을 줍니다. 대부분의 살아있는 종들, 특히 자유롭게 헤엄치는 깃별나리류들에서, 팔은 몇 번 더 갈라져 총 200개의 가지를 생성합니다. 관절이 연결되면 팔이 오그라들 수 있습니다. 각 소골편은 양쪽으로 번갈아 가며 늘어져 있는데, "pinnules"라고 알려진 더 작게 연결된 부속지들이 깃털같은 모양을 만듭니다. 양쪽 소골편과 pinnules에는 관족대의 홈의 가장자리를 따라 관족이 있습니다. 관족은 다른 크기의 세 그룹으로 나뉘어 있습니다. 그들은 흡입 패드가 없고 먹이 입자를 잡고 움직이는 데 사용됩니다. 홈에는 팔을 따라 입 안으로 유기 입자를 이동시켜 먹이를 쉽게 주는 섬모가 장착되어 있습니다.

## 하위 분류
바다나리강 중 현생종이 포함되어 있는 것은 관절류뿐이다. 대표적인 동물은 가는발깃갯고사리, 일본깃갯고사리가 있다.
- 관절아강 (關節亞綱, Articulata)
  - 바다나리목 (Comatulida)
  - Cyrtocrinida
  - † Encrinida
  - Hyocrinida
  - 바다술목 (Isocrinida)
  - † Millericrinida
- † Aethocrinea
- † Camerata
- † Cladida
- † Disparida
- † Flexibilia
- † ? Inadunata

## 사진

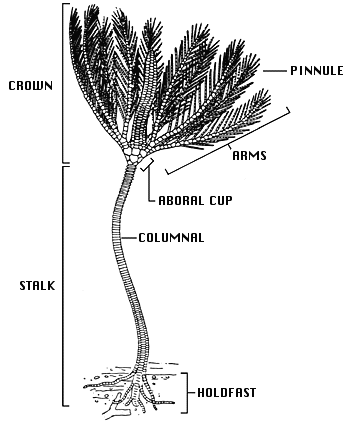
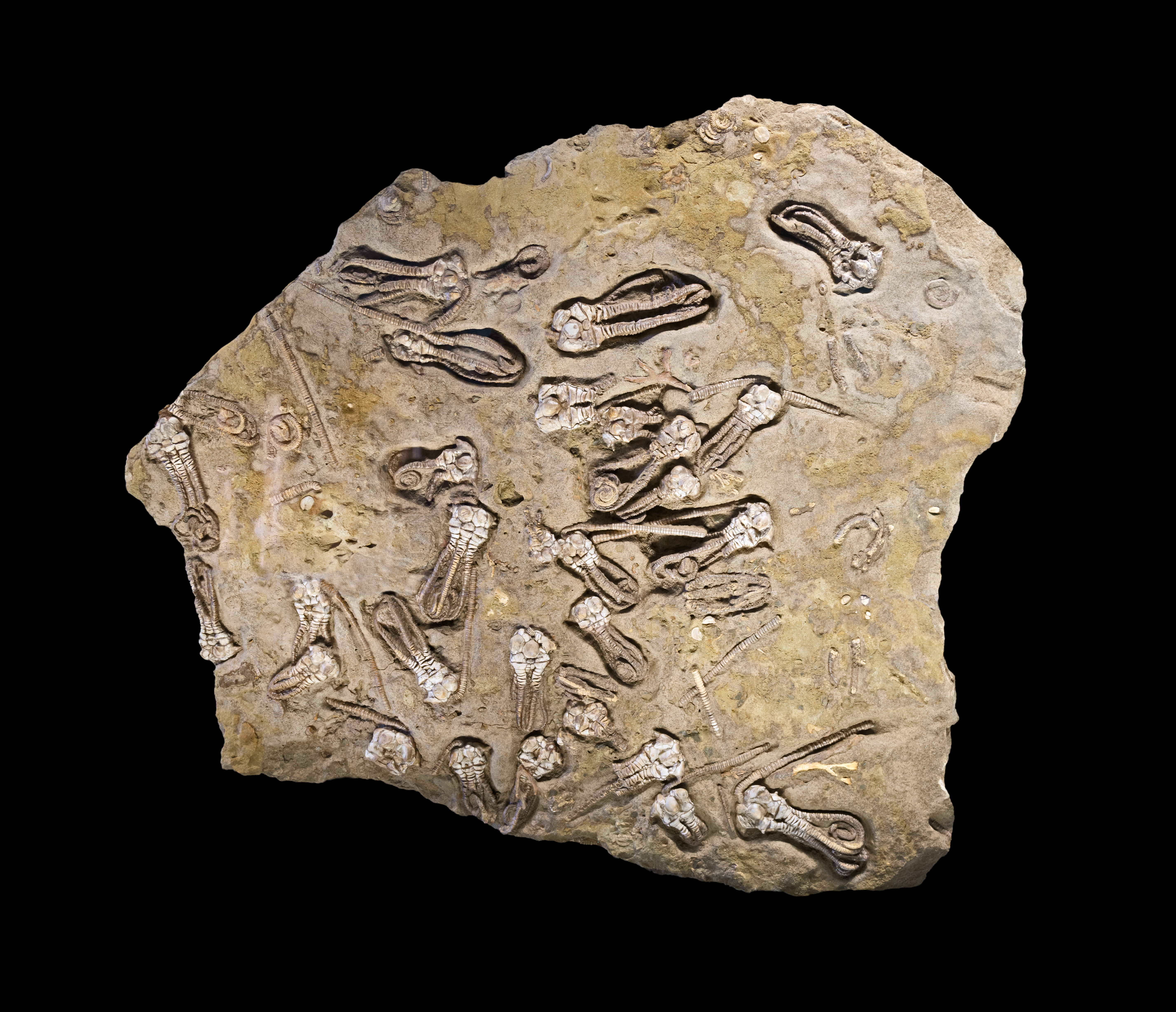
Jimbacrinus bostocki
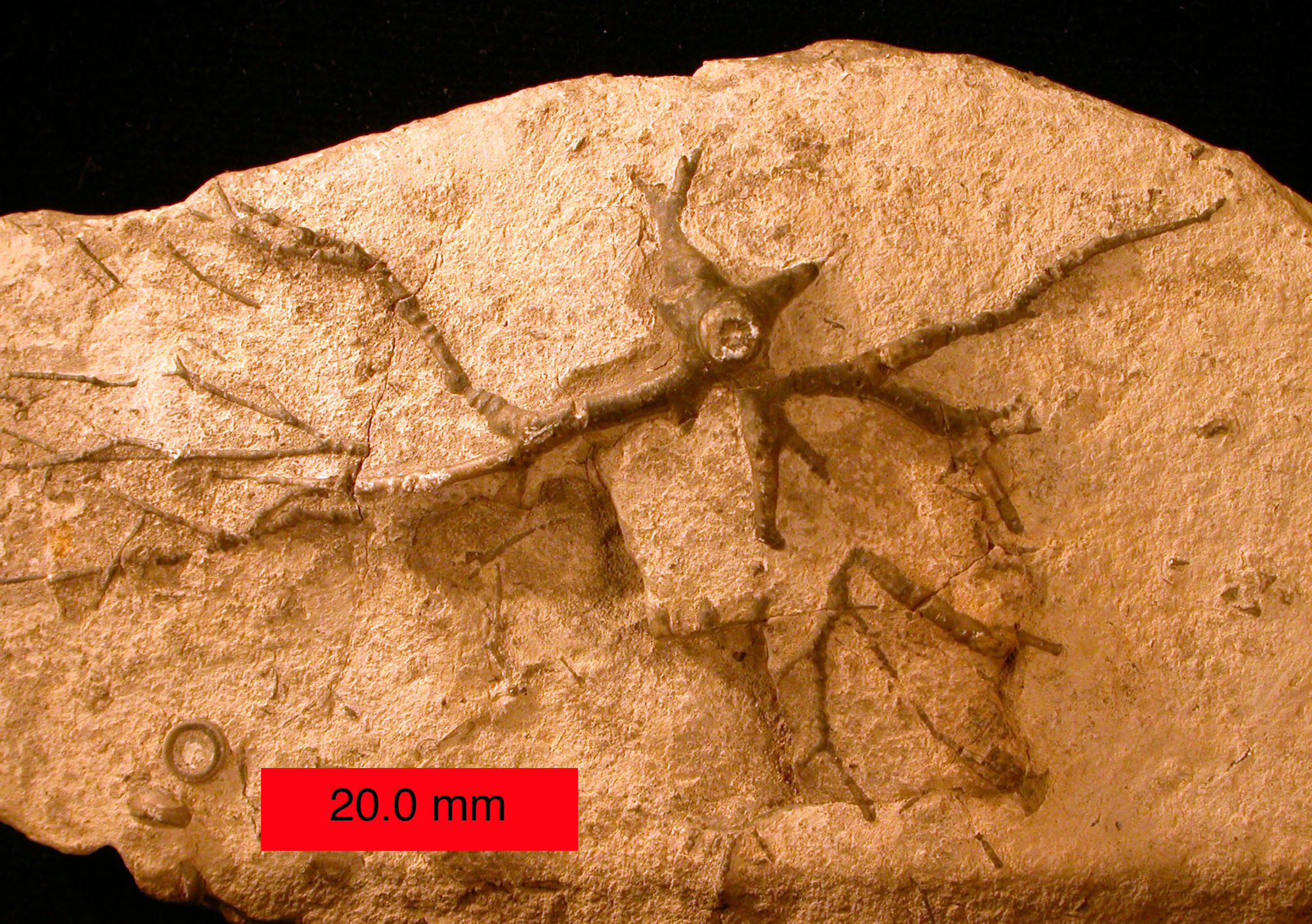
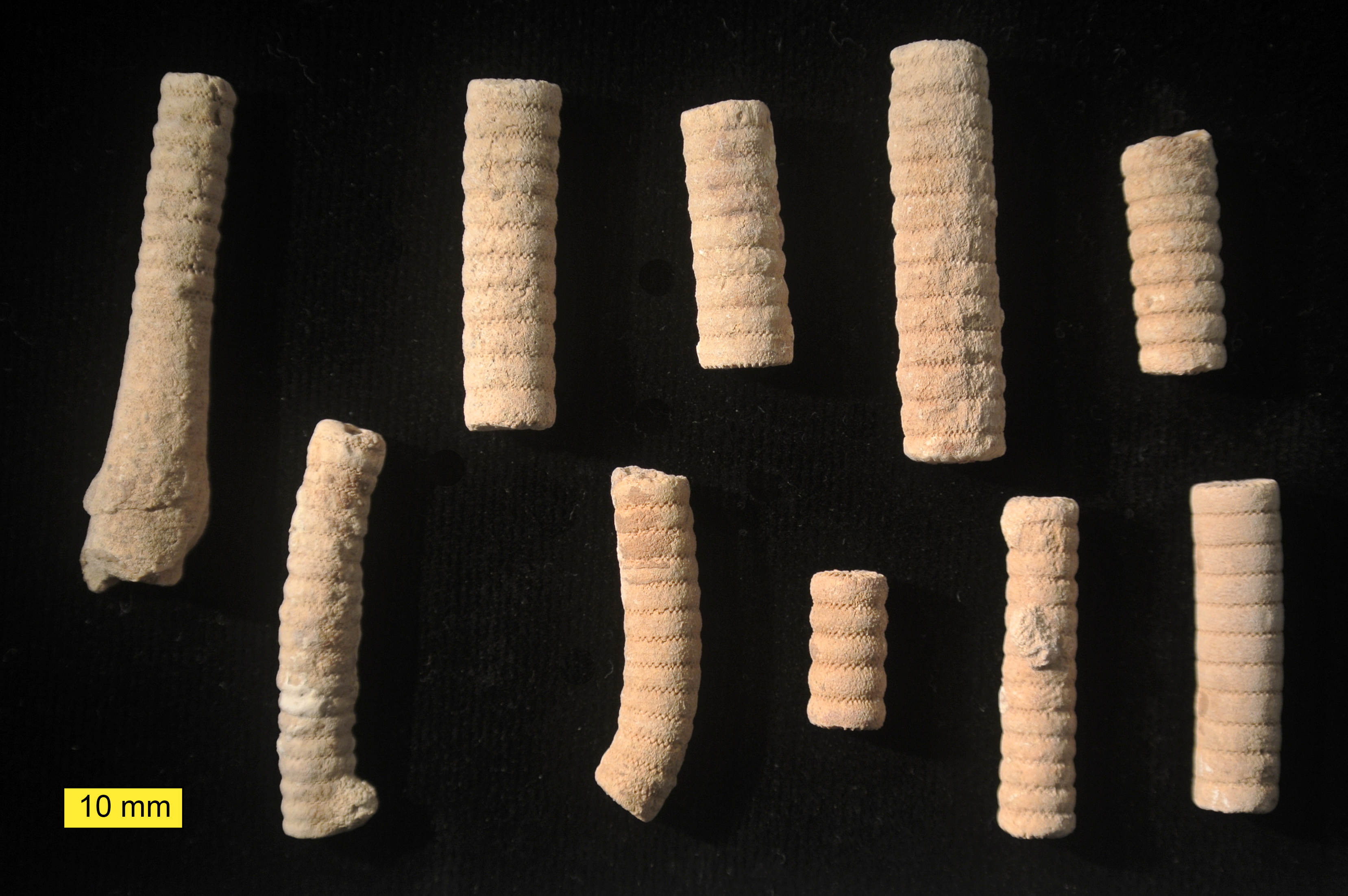
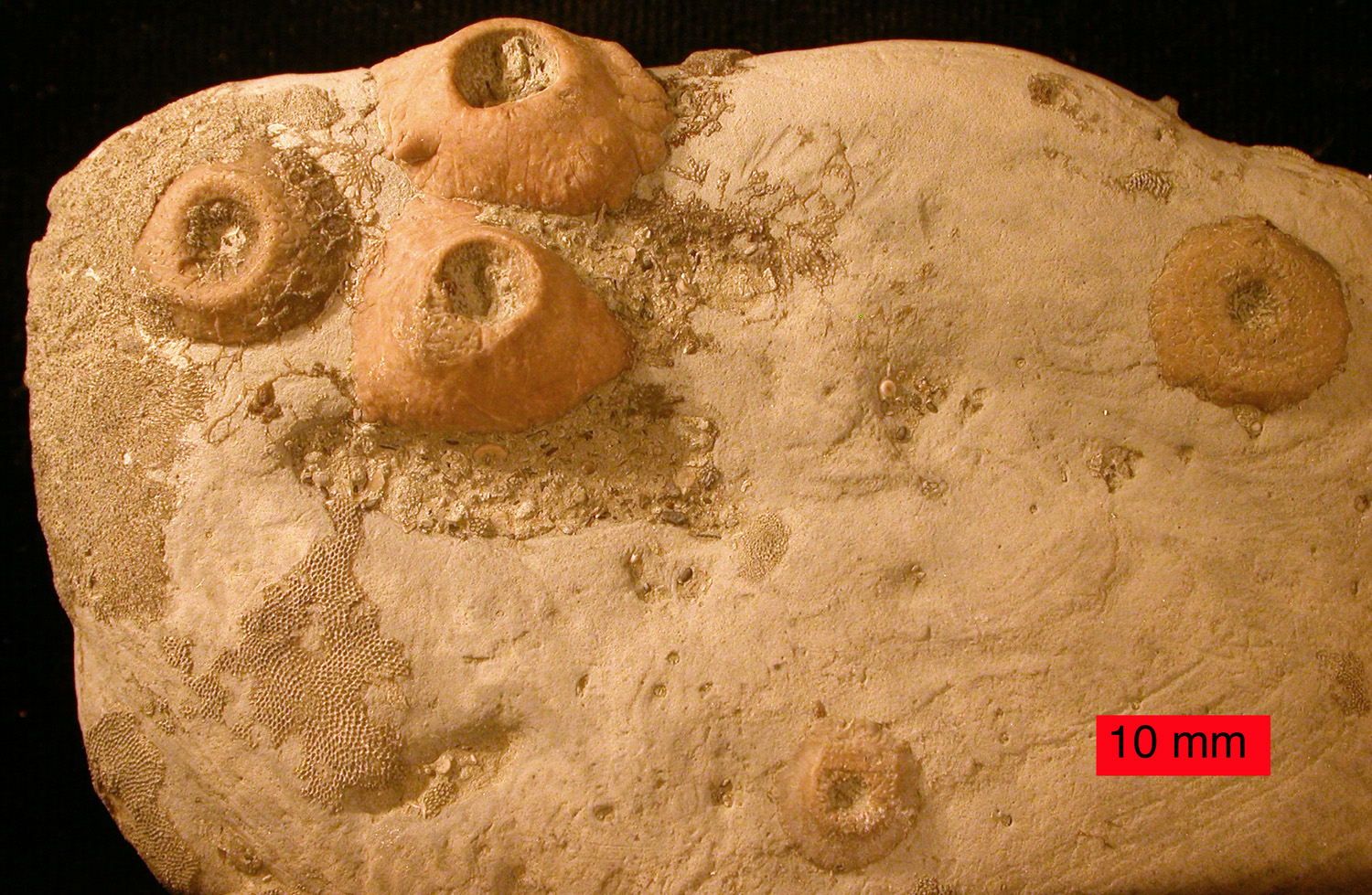
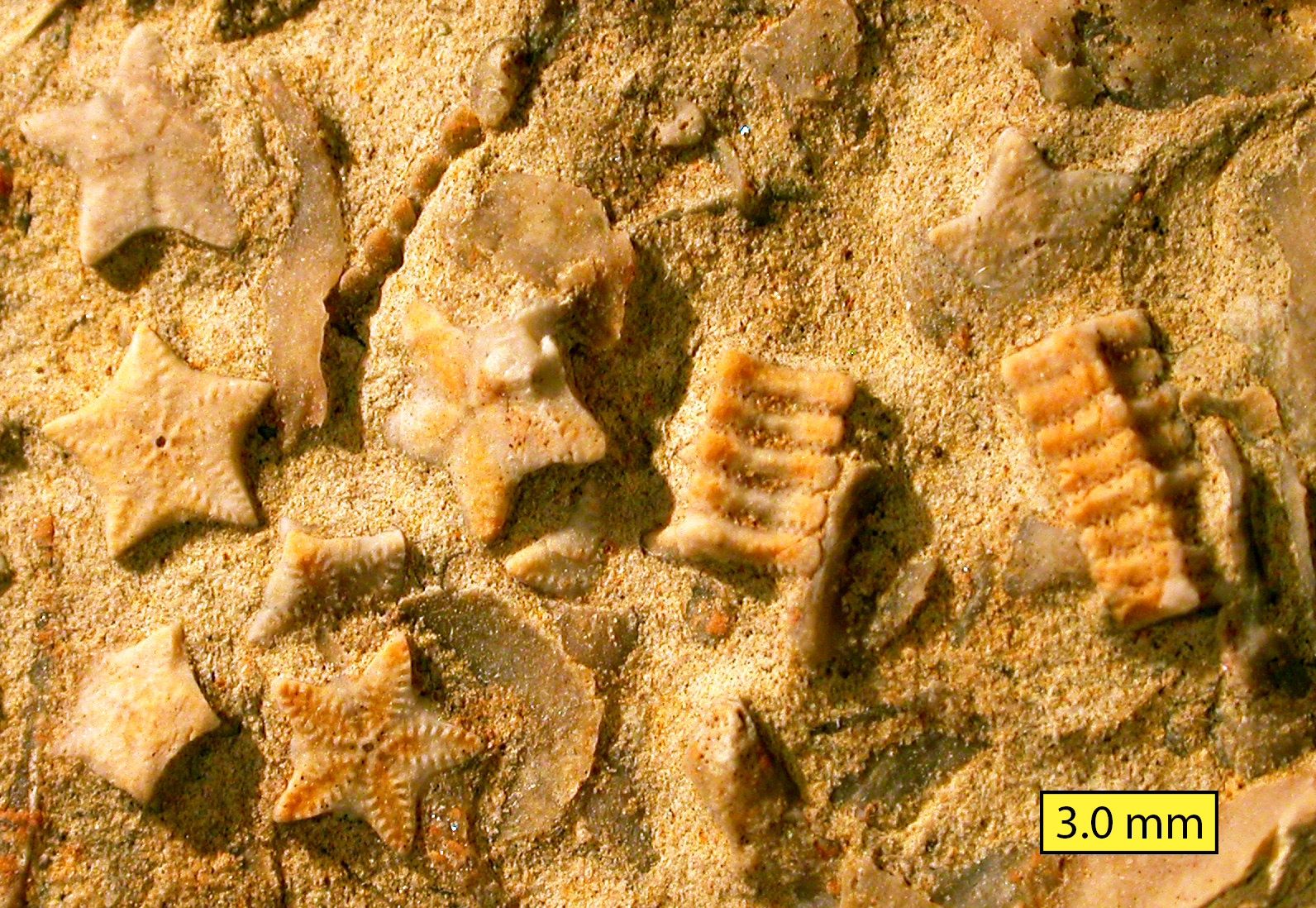